# Billaea africana
Billaea africana là một loài ruồi trong họ Tachinidae.